# Richard Widmark
Richard Weedt Widmark (ur. 26 grudnia 1914 w Sunrise, zm. 24 marca 2008 w Roxbury) – amerykański aktor filmowy, teatralny, telewizyjny i producent. Nominowany do Oscara za swój aktorski debiut, drugoplanową rolę w filmie Pocałunek śmierci (1947).
8 lutego 1960 otrzymał własną gwiazdę w Alei Gwiazd w Los Angeles, znajdującą się przy 6800 Hollywood Boulevard.

## Życiorys
Urodził się w Sunrise w stanie Minnesota jako syn Ethel Mae (z domu Barr) i Carla Henry’ego Widmarka. Jego matka była pochodzenia angielsko-szkockiego, ojciec był z pochodzenia Szwedem.
Studiował w Princeton High School w Illinois oraz w Lake Forest College. Pierwsze kroki w zawodzie aktora stawiał pod koniec lat 30. XX wieku, występując w słuchowiskach nowojorskich rozgłośni (po raz pierwszy w MBS w 1938).
W 1943 debiutował na Broadwayu w roli porucznika Lenny’ego Archera w komedii Pocałuj i powiedz (Kiss and Tell), na srebrnym ekranie w roli chichoczącego zabójcy – mściwego gangstera-psychopaty Tommy’ego Udo w kryminale Pocałunek śmierci (1947), za kreację którego był nominowany do Oscara dla najlepszego aktora drugoplanowego i za którą zdobył także Złoty Glob dla najbardziej obiecującego debiutanta. W następnym roku wystąpił w kryminale Williama Keighleya – Ulica bez nazwy (1948), a następnie wspólnie z Gregorym Peckiem i Anne Baxter w westernie Williama A. Wellmana – Droga do Yellow Sky (1949).
W swej karierze aktorskiej grywał tzw. twardych facetów, kowbojów, żołnierzy i czarne charaktery. Listę jego ról „New York Times” nazwał „galerią starych drani”. Wystąpił w ponad 60 filmach. Do jego najbardziej znaczących ról należą kreacje w takich filmach jak m.in.: Dwa złote colty (1959; Edward Dmytryk), gdzie zagrał z Henrym Fondą i Anthonym Quinnem, Alamo (1960; reż. John Wayne), Długie łodzie wikingów (1963; reż. Jack Cardiff) oraz Morderstwo w Orient Expressie (1974; reż. Sidney Lumet), gdzie zagrał m.in. z Ingrid Bergman.
Po raz ostatni pojawił się na ekranie w 1991 w filmie Herberta Rossa Barwy prawdy.
Zmarł w wieku 93 lat w swoim domu w stanie Connecticut.

## Życie prywatne
Był dwukrotnie żonaty. Jean Hazlewood była jego żoną od 5 kwietnia 1942 do swej śmierci 2 marca 1997. Mieli córkę Anne Heath (ur. 1945). W 1999 ożenił się ponownie z Susan Blanchard, która w latach 50. była żoną Henry’ego Fondy.

## Filmografia

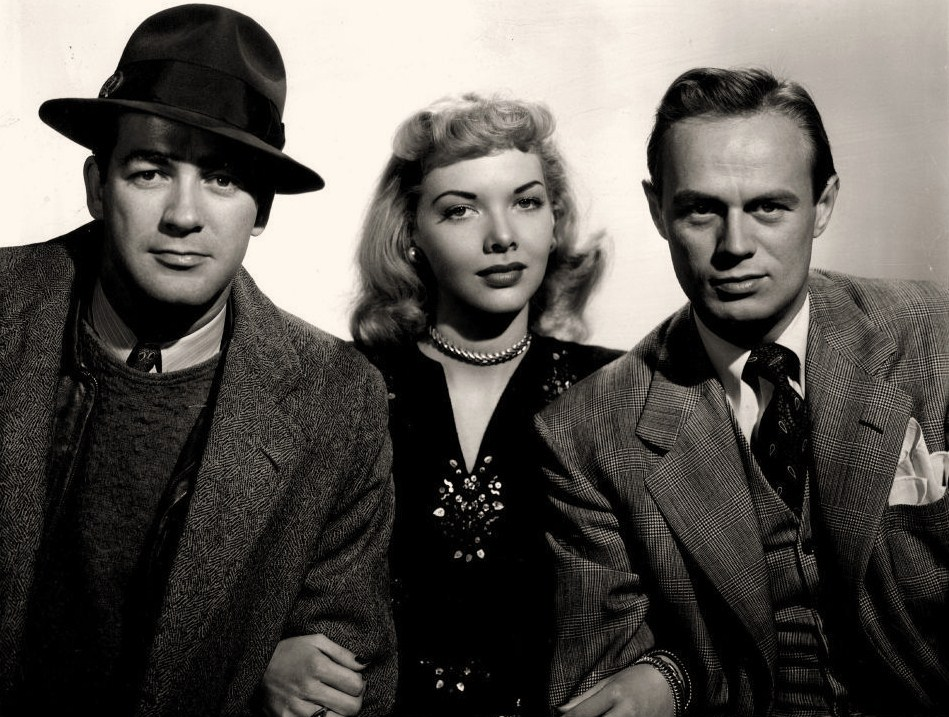
Mark Stevens, Barbara Lawrence i Widmark w filmie Ulica bez nazwy (1948)

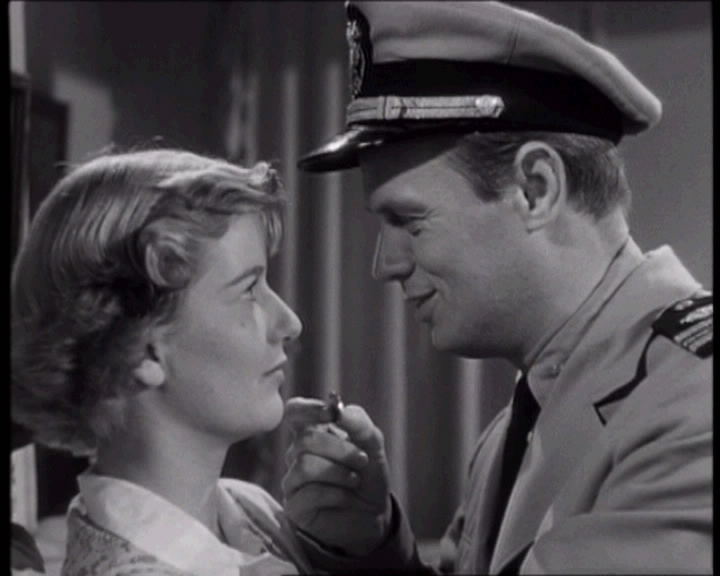
Barbara Bel Geddes i Widmark w filmie Panika na ulicach (1950)

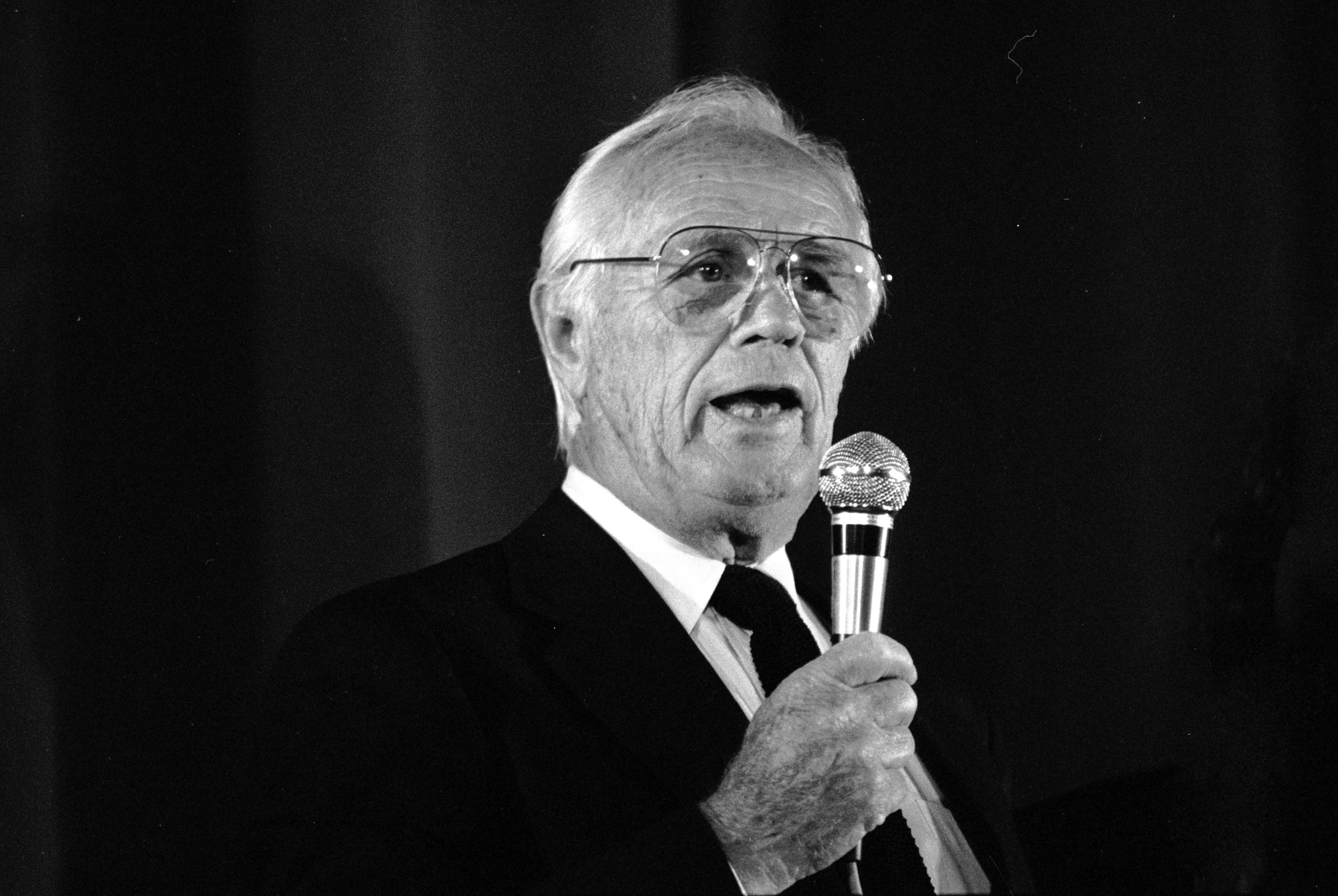
Widmark w 1991

- Pocałunek śmierci (1947) jako Tommy Udo
- Droga do Yellow Sky (1948) jako Dude
- Ulica bez nazwy (1948) jako Alec Stiles
- Przeklęte wzgórza (1950) jako porucznik Karl Anderson
- Bez wyjścia (1950) jako Ray Biddle
- Noc i miasto (1950) jako Harry Fabian
- Panika na ulicach (1950) jako dr Clinton Reed
- Proszę nie pukać (1952) jako Jed Towers
- Kradzież na South Street (1953) jako Skipp McCoy
- Piekielna misja (1954; inny polski tytuł – Piekło) jako kpt. Adam Jones/R.J. MacDougal
- Złamana lanca (1954) jako Ben Devereaux
- Ogród zła (1954) jako Fiske
- Pajęczyna (1955) jako dr Stewart McIver
- Ostatni wóz (1956) jako Komancz Todd
- Prawo i Jake Wade (1958) jako Clint Hollister
- Dwa złote colty (1959) jako Johnny Gannon
- Alamo (1960) jako porucznik James Bowie
- Wyrok w Norymberdze (1961) jako Tad Lawson
- Dwaj jeźdźcy (1961) jako Jim Gary
- Jak zdobywano Dziki Zachód (1962) jako Mike King
- Długie łodzie wikingów (1963) jako Rolfe
- Jesień Czejenów (1964) jako kpt. Thomas Archer
- Alvarez Kelly (1966) jako Tom Rossiter
- Zachodni szlak (1967) jako Lije Evans
- Śmierć rewolwerowca (1969) jako szeryf Frank Patch
- Morderstwo w Orient Expressie (1974) jako Ratchett/Cassetti
- Córka dla diabła (1976) jako John Verney
- Ostatni promień blasku (1977) jako gen. Martin MacKenzie
- Zasada domina (1977) jako Richard Widmark
- Rollercoaster (1977) jako agent Hoyt
- Coma (1978) jako dr George A. Harris
- Rój (1978) jako gen. Thalius Slater
- Wyspa Niedźwiedzia (1979) jako Otto Gerran
- Hokus Pokus czyli ważna sprawa (1982; inny polski tytuł Hanky Panky czyli ważna sprawa) jako Ransom
- Przeciw wszystkim (1984) jako Ben Caxton
- Pewnego razu w pociągu do Teksasu (1988) jako kpt. Orlen Hayes
- Barwy prawdy (1991) jako senator James Stiles